# Koloveč
Koloveč è un comune mercato della Repubblica Ceca facente parte del distretto di Domažlice, nella regione di Plzeň.